# Carlos Vicens
Juan Carlos Vicens Gómez (Sant Jordi de ses Salines, 12 februari 1983) is een Spaans voetbaltrainer. In mei 2025 werd hij aangesteld als hoofdtrainer van SC Braga.

## Trainerscarrière
Vicens speelde als amateurvoetballer maar stopte op vroege leeftijd om zich te richten op een trainersloopbaan. Hij was hoofdtrainer van Ses Salines en Satanyí op Mallorca voor hij in 2016 assistent-trainer werd bij Llosetense. Een jaar later vertrok hij naar Engeland om trainer te worden bij de jeugd van Manchester City. Na assistentschappen bij de jeugdteams onder 12, onder 13 en onder 18 werd hij Vicens in 2018 eindverantwoordelijk voor dat laatste team. De Spanjaard werd in de zomer van 2021 doorgeschoven naar het eerste elftal, waar hij een van de assistenten van hoofdtrainer Josep Guardiola werd.
In mei 2022 werd hij door Heracles Almelo gepresenteerd als nieuwe trainer vanaf het seizoen 2022/23, als opvolger van Frank Wormuth. In de slotfase van de jaargang 2021/22 degradeerde Heracles in de nacompetitie na zeventien jaar naar de Eerste divisie. Na de degradatie besloten de club en Vicens toch niet met elkaar in zee te gaan. Hierop bleef Vicens in dienst als assistent van Guardiola bij Manchester City.
Drie jaar later ging de Spanjaard alsnog als hoofdtrainer aan de slag. SC Braga stelde hem in mei 2025 aan vanaf het seizoen 2025/26. Vicens tekende voor drie seizoenen bij de Portugese club.